# Гиппокамп
Гиппока́мп (от др.-греч. ἱππόκαμπος — морской конёк) — часть лимбической системы головного мозга (обонятельного мозга) и гиппокамповой формации. Участвует в механизмах формирования эмоций временной памяти с навигацией в пространстве, переходящие в чувства постоянной памяти. Генерирует тета-ритм при удержании внимания.
Гиппокамп найден у всех позвоночных. У человека он содержит две взаимосвязанных части — собственно гиппокамп и зубчатую извилину.
При болезни Альцгеймера (и других форм деменции), гиппокамп страдает одной из первых структур мозга. Потеря кратковременной памяти и дезориентация являются одними из первых симптомов. При обширном повреждении в обоих полушариях мозга возникает антероградная амнезия — невозможность формирования новых долговременных воспоминаний. Примечателен случай Генри Молисона, который лишился гиппокампа в результате хирургической операции.
Гиппокамп часто используют как модель для изучения нейрофизиологии. Например, такое явление нейронной пластичности как долговременная потенциация было открыто при изучении нейронной активности гиппокампа кролика.
Термин Гиппокамп ввёл анатом Аранци.

## Анатомия
Гиппокамп — парная структура, расположенная в медиальных височных отделах полушарий. Правый и левый гиппокампы связаны комиссуральными нервными волокнами, проходящими в спайке свода (лат. commissura fornicis) головного мозга.
Гиппокампы образуют медиальные стенки нижних рогов боковых желудочков (лат. ventriculus lateralis), расположенных в толще полушарий большого мозга, простираются до самых передних отделов нижних рогов бокового желудочка и заканчиваются утолщениями, разделёнными мелкими бороздками на отдельные бугорки — пальцы ног морского конька (лат. digitationes hippocampi). С медиальной стороны с гиппокампом сращена бахромка гиппокампа (лат. fimbria hippocampi), являющаяся продолжением ножки свода конечного мозга. К бахромкам гиппокампа прилегают сосудистые сплетения боковых желудочков.
Собственно гиппокамп (cornu Ammonis) состоит из четырех участков, которые формируют трисинаптическую сеть — CA1, CA2, CA3 и CA4. Участки связаны между собой соединительными путями — перфорантный путь и мшистые волокна. Перфорантный путь соединяет энториальную кору со всеми участками гиппокампа, включаю зубчатую извилину, CA-участки и основание гиппокампа. CA3 получает сигнал из гранулярных клеток зубчатой извилины через мшистые волокна и из энторинальной коры через перфорантный путь. CA2 небольшой участок между CA1 и CA3.

## Функции
Гиппокамп принадлежит к одной из наиболее старых систем мозга — лимбической, чем обусловливается его значительная многофункциональность. Предположительно гиппокамп выделяет и удерживает в потоке внешних стимулов важную информацию, выполняя функцию кратковременной памяти, и функцию последующего её перевода в долговременную. Большинство исследователей согласны с тем, что гиппокамп связан с памятью, но механизм его работы ещё не ясен. Существует теория «памяти двух состояний» о том, что гиппокамп удерживает информацию в бодрствовании, и переводит её в кору больших полушарий во время сна. Ещё одной функцией гиппокампа является запоминание и кодирование окружающего пространства (пространственные способности), в связи с чем он активируется всякий раз, когда необходимо удержать в фокусе внимания внешние ориентиры, определяющие вектор поведения.
При поражении гиппокампа возникает синдром Корсакова — заболевание, при котором больной при сравнительной сохранности следов долговременной памяти утрачивает память на текущие события.
Уменьшение объёма гиппокампа является одним из ранних диагностических признаков при болезни Альцгеймера.
Одной из функций гиппокампа является забывание информации. Это обусловлено тем, что гиппокамп фильтрует информацию и выбирает, что нужно сохранить, а что можно забыть.
По результатам проведённых исследований Кирсти Сполден, Джонаса Фризена и др. выяснилось, что скорость образования новых нейронов гиппокампа для взрослого человека оценивается в 1400 нейронов ежесуточно, что соответствует обновлению в течение 1 года доли в 1,75 % от всего гиппокампа (исходя из его среднего объёма в 30 млн нейронов). Профессор нейробиологии Сандрин Тюре также утверждает, что взрослый мозг способен генерировать новые нервные клетки.
В то же время, согласно другим исследованиям нейрогенез гиппокампа человека резко падает с возрастом, во взрослом состоянии образование новых нейронов почти не обнаруживается.

## Роль в топографической памяти и при ориентации (навигации)
Проведенные исследования, в том числе в последнее время, показывают, что гиппокамп, как часть гиппокамповой формации, участвует в хранении и обработке пространственной топографической информации. Исследования на крысах показали, что в гиппокампе имеются нейроны (нейроны места), выполняющие функцию памяти о местах в пространстве. На эти нейроны проецируются расположенные в
энторинальной коре нейроны направления головы, нейроны решётки, нейроны границы и нейроны скорости. Совместно эти нейроны обеспечивают ориентацию в пространстве. Нейроны места и нейроны решетки возбуждаются, когда животное обнаруживает себя в определенном месте, вне зависимости от направления движения, нейроны скорости и нейроны направления головы чувствительны к скорости движения и положению головы.
У крыс некоторые нейроны, называемые контекстно-зависимыми, могут возбуждаться в зависимости от прошлого животного (ретроспективы) или ожидаемого будущего (перспективы). Разные нейроны возбуждаются от разного местоположения животного, так что наблюдая за потенциалом отдельных нейронов, можно сказать, где, по собственному мнению, животное находится. Как оказалось, те же пространственные нейроны у человека задействованы в поиске пути во время навигации по виртуальным городам. Такие результаты были получены посредством исследования людей с имплантированными в мозг электродами, использованными в диагностических целях для хирургического лечения серьёзных приступов эпилепсии.
Открытие пространственных нейронов привело к возникновению идеи, что гиппокамп может играть роль карты — нейронного представления окружающей обстановки и местоположения в ней животного. Исследования показали, что гиппокамп необходим для решения даже простейших задач, требующих топографической памяти (например, поиск пути к спрятанной цели). Без полностью функционирующего гиппокампа люди могут не вспомнить, где они были и как добраться до места назначения; потеря ориентации на местности — это один из самых распространённых симптомов амнезии. Томография мозга показывает, что гиппокамп наиболее активен у людей во время успешного перемещения в пространстве, как в примере с виртуальной реальностью.
Также имеются доказательства, что гиппокамп играет роль в поиске кратчайших путей между уже хорошо известными местами. К примеру, таксистам необходимо знать большое количество мест и наиболее коротких путей между ними. Исследование одного из университетов Лондона в 2003 году показало, что задняя часть гиппокампа у лондонских таксистов больше, чем у большинства людей. Помогает ли изначально большая задняя часть гиппокампа стать таксистом либо постоянный поиск кратчайшего пути приводит к её росту — ещё не выяснено. Как бы то ни было, при исследовании корреляции между размером гиппокампа и временем работы таксистом обнаружилось, что чем больше человек работает таксистом, тем больше у него объём задней части гиппокампа. Однако было установлено, что общий объём гиппокампа остается неизменным и у контрольной группы, и таксистов: то есть задняя часть гиппокампа таксистов действительно увеличилась, но за счет передней части.

## Искусственный гиппокамп
Начиная с 2003 года, в Университете Калифорнии в Лос-Анджелесе (США) группой ученых под руководством Теодора Бергера (Theodore Berger) разрабатывается искусственный гиппокамп крысы. При моделировании предполагается, что основная функция гиппокампа — это кодирование информации для сохранения в других отделах мозга, играющих роль долговременной памяти. Предполагается также, что ввиду очень большой схожести этого отдела мозга у млекопитающих адаптация к функции гиппокампа человека будет произведена достаточно быстро. Так как учёным были неизвестны методы кодирования, гиппокамп был смоделирован как совокупность нейронных сетей, функционирующих параллельно. Выдвинута гипотеза, что такое предположительное строение настоящего гиппокампа дает возможность при травме обойти повреждённую область целиком. Конструктивно аналог гиппокампа выполнен в виде компьютерного чипа с двумя пучками электродов: входным — для регистрации электрической активности других отделов мозга и выходным — для направления электрических сигналов в мозг.
В августе 2006 года начато создание математической модели гиппокампа крысы. К декабрю 2010 года исследователи из Института Южной Калифорнии совместно с коллегами из Университета Уэйк Форест разработали и протестировали схему, заменяющую гиппокамп крысы. Исследователи смогли заставить крысу запоминать те или иные действия. Более того, протез гиппокампа смог улучшить способности мозга крысы при одновременной работе с естественным гиппокампом. Профессор Теодор Бергер предвкушает создание искусственного гиппокампа человека к 2025 году. Но сначала необходимо создать и испытать соответствующий протез на мозге обезьяны.